# مايو 2010
مايو 2010 هو الشهر الخامس من عام 2010. بدأ الشهر يوم السبت، وانتهى يوم الاثنين بعد 31 يومًا.

## بوابة:أحداث جارية
| \| 1 مايو 2010 (السبت) \| عدل \| تاريخ \| راقب \| تصفح \| |     |       |      |      |
| - جامعة الدول العربية تؤيد استئناف المفاوضات الفلسطينية - الإسرائيلية في ختام اجتماع لجنة المبادرة العربية. (الجزيرة) - الأجهزة الأمنية الكويتية تفكك شبكة تخابر وتجسس لمصلحة الحرس الثوري الإيراني تهدف إلى رصد المنشآت الحيوية والعسكرية الكويتية ومواقع وجود القوات الأمريكية. (العربية) - إنفجاران بالقرب من مسجد في سوق مكتظ في العاصمة الصومالية مقديشو يؤديان إلى مقتل 25 شخصًا على الأقل وإصابة العشرات. (العربية) |     |       |      |      |
| 1 مايو 2010 (السبت) | عدل | تاريخ | راقب | تصفح |

| 1 مايو 2010 (السبت) | عدل | تاريخ | راقب | تصفح |

| \| 2 مايو 2010 (الأحد) \| عدل \| تاريخ \| راقب \| تصفح \| |     |       |      |      |
| - شرطة مدينة نيويورك تبطل مفعول سيارة مفخخة كانت مركونة في ساحة تايمز سكوير، والمحققون يبدأون بفحص مجموعة من الخيوط في محاولة لمعرفة الجهة التي حاولت تفجير السيارة. (بي بي سي) - رئيس الوزراء الإسرائيلي بنيامين نتنياهو (في الصورة) يرحب بقرار لجنة متابعة مبادرة السلام العربية بدعم استئناف مفاوضات السلام غير المباشرة بين إسرائيل والفلسطينيين. (بي بي سي) |     |       |      |      |
| 2 مايو 2010 (الأحد) | عدل | تاريخ | راقب | تصفح |

| 2 مايو 2010 (الأحد) | عدل | تاريخ | راقب | تصفح |

| \| 3 مايو 2010 (الإثنين) \| عدل \| تاريخ \| راقب \| تصفح \| |     |       |      |      |
| - عمدة مدينة نيويورك مايكل بلومبيرغ (في الصورة) يقول إنه لا يوجد دليل على وقوف تنظيم القاعدة أو أي منظمة إرهابية أخرى وراء محاولة تفجير سيارة مفخخة في ساحة تايمز سكوير. (بي بي سي) - رئيس الوزراء الإسرائيلي بنيامين نتنياهو يجري محادثات مع الرئيس المصري محمد حسني مبارك في شرم الشيخ تناولت آخر جهود استئناف محادثات السلام غير المباشرة بين الفلسطينيين والإسرائيليين. (بي بي سي) - الرئيس الإيراني محمود أحمدي نجاد يدعو في كلمته أمام مؤتمر متابعة تطبيق معاهدة الحد من الانتشار النووي إلى إقامة هيئة دولية لتطبيق بنود المعاهدة. (العربية) - الشرطة المصرية تحبط مسيرة إلى مجلس الشعب وتضرب نشطاء سياسيين بشدة وعلى رأسهن الناشطة السياسية جميلة إسماعيل وذلك بعد نشوب خلافات بين المتظاهرين. (العربية) - وفاة المفكر المغربي محمد عابد الجابري. (الجزيرة) |     |       |      |      |
| 3 مايو 2010 (الإثنين) | عدل | تاريخ | راقب | تصفح |

| 3 مايو 2010 (الإثنين) | عدل | تاريخ | راقب | تصفح |

| \| 4 مايو 2010 (الثلاثاء) \| عدل \| تاريخ \| راقب \| تصفح \| |     |       |      |      |
| - ائتلاف دولة القانون بزعامة رئيس الوزراء العراقي نوري المالكي (في الصورة) والائتلاف الوطني العراقي بزعامة عمار الحكيم يتوصلان إلى اتفاق تحالف بينهما بهدف تشكيل الحكومة المقبلة مع إرجاء المناقشات بشأن من سيتولى رئاسة الحكومة إلى وقت لاحق. (بي بي سي) - وزير العدل الأمريكي إريك هولدر يعلن عن اعتقال مواطن أمريكي من أصل باكستاني في مطار جون إف كينيدي في نيويورك وذلك لصلته بمحاولة التفجير الفاشلة لسيارة مفخخة في ساحة تايم سكوير. (بي بي سي) - وفاة الكاتب الصحافي الساخر محمود السعدني عن عمر يناهز 82 عامًا بعد صراع مع المرض. (العربية) |     |       |      |      |
| 4 مايو 2010 (الثلاثاء) | عدل | تاريخ | راقب | تصفح |

| 4 مايو 2010 (الثلاثاء) | عدل | تاريخ | راقب | تصفح |

| \| 5 مايو 2010 (الأربعاء) \| عدل \| تاريخ \| راقب \| تصفح \| |     |       |      |      |
| - زعيم حزب العمال جوردون براون (في الصورة) وزعيم حزب المحافظين ديفيد كاميرون وزعيم حزب االديمقراطيون الليبراليون نيك كليغ يقومون بالمحاولات الأخيرة لجذب أصوات المقترعين وذلك في اليوم الأخير من الحملات الانتخابية في المملكة المتحدة. (بي بي سي) - معلومات بثتها وكالة أنباء إيرانية تقول إن الرئيس محمود أحمدي نجاد وافق من حيث المبدأ على وساطة البرازيل في اتفاق متعثر لتبادل الوقود النووي الذي ترعاه الأمم المتحدة. (رويترز) - تظاهرات عنيفة في اليونان احتجاجًا على على خطة التقشف، ومقتل ثلاث أشخاص بالمظاهرات نتيجة إلقاء زجاجة حارقة على مبنى يأوي مصرفًا وسط أثينا كان فيه 20 شخصًا يجري إجلاؤهم. (العربية) |     |       |      |      |
| 5 مايو 2010 (الأربعاء) | عدل | تاريخ | راقب | تصفح |

| 5 مايو 2010 (الأربعاء) | عدل | تاريخ | راقب | تصفح |

| \| 6 مايو 2010 (الخميس) \| عدل \| تاريخ \| راقب \| تصفح \| |     |       |      |      |
| - الناخبون البريطانيون توجهوا إلى مراكز الإقتراع للإدلاء بأصواتهم فيما يعتقد أنها أكثر الانتخابات تنافسًا منذ عام 1992، والمنافسة محتدمة بين حزب العمال الحاكم بزعامة رئيس الوزراء الحالي جوردون براون وحزب المحافظين بزعامة ديفيد كاميرون وحزب الديمقراطيون الليبراليون بزعامة نيك كليغ. (بي بي سي) - الرئيس المصري محمد حسني مبارك يحذر قادة المعارضة من مخاطر الفوضى في محاولاتهم إحداث إصلاحات وتغييرات في البلاد، ويتحداها بتوضيح برنامجها السياسي. (بي بي سي) - الولايات المتحدة تتهم إيران بمحاولة كسب الوقت بموافقتها على العرض البرازيلي بالتوسط في الخلاف النووي بينها وبين الغرب، وتقول إن الموافقة الإيرانية لن تثنيها عن سعيها لاستصدار عقوبات جديدة بحقها. (بي بي سي) - القائم بأعمال الرئيس النيجيري غودلاك جوناثان (في الصورة) يؤدي اليمين الدستورية رئيسًا للبلاد خلفًا للرئيس عمر يارادوا الذي توفي الليلة الماضية عن عمر بلغ 58 عامًا بعد صراع طويل مع أمراض الكلى والقلب. (الجزيرة) |     |       |      |      |
| 6 مايو 2010 (الخميس) | عدل | تاريخ | راقب | تصفح |

| 6 مايو 2010 (الخميس) | عدل | تاريخ | راقب | تصفح |

| \| 7 مايو 2010 (الجمعة) \| عدل \| تاريخ \| راقب \| تصفح \| |     |       |      |      |
| - حزب المحافظين يحصل على أكبر عدد من الأصوات في الانتخابات التشريعية البريطانية بدون حصوله على الغالبية المطلقة، وبالتالي ليس بإمكانه تشكيل حكومة بشكل تلقائي وذلك حسب ما أظهرت النتائج الرسمية الأولية، وزعيمه ديفيد كاميرون (في الصورة) يقول إنه يرغب في التوصل إلى اتفاق كبير ومفتوح وشامل لتقاسم السلطة مع حزب الديمقراطيون الليبراليون الذي جاء في المرتبة الثالثة في الانتخابات، ورئيس الوزراء زعيم حزب العمال جوردون براون يقول إن حزبي المحافظين والديمقراطيون الليبراليون المعارضين يجب أن يمنحا الوقت الذي يحتاجانه لإجراء محادثات بشأن اتفاق محتمل لتولي الحكم سويًا، إلا إنه إذا فشلت تلك المحادثات فإن حزب العمال الذي يتزعمه سيكون مستعدًا لإجراء محادثات مع الديمقراطيون الليبراليون بشأن المجالات التي قد يوجد بعض الاتفاق بين الحزبين بشأنها. (العربية) |     |       |      |      |
| 7 مايو 2010 (الجمعة) | عدل | تاريخ | راقب | تصفح |

| 7 مايو 2010 (الجمعة) | عدل | تاريخ | راقب | تصفح |

| \| 8 مايو 2010 (السبت) \| عدل \| تاريخ \| راقب \| تصفح \| |     |       |      |      |
| - منظمة التحرير الفلسطينية توافق على بدء محادثات سلام غير مباشرة مع إسرائيل مما يمهد الطريق أمام أول مفاوضات منذ نحو 18 شهرًا. (رويترز) - الرئيس التركي عبد الله غل (في الصورة) يقول بعد لقائه الرئيس السوري بشار الأسد إن سوريا مستعدة لإعادة فتح محادثات السلام مع إسرائيل مع عمل تركيا كوسيط، غير أن إسرائيل لم تطلب من تركيا استئناف دورها. (رويترز) - الرئيس اللبناني ميشال سليمان يقول إن الحكومة لا يمكن أن تطلب من حزب الله التخلي عن سلاحه في ظل التوتر المتصاعد مع إسرائيل وقبل التوصل لاتفاق بشأن استراتيجية الدفاع الوطني. (رويترز) |     |       |      |      |
| 8 مايو 2010 (السبت) | عدل | تاريخ | راقب | تصفح |

| 8 مايو 2010 (السبت) | عدل | تاريخ | راقب | تصفح |

| \| 9 مايو 2010 (الأحد) \| عدل \| تاريخ \| راقب \| تصفح \| |     |       |      |      |
| - الولايات المتحدة تحذر الفلسطينيين والإسرائيليين من أنها ستحمل المسؤولية لأي طرف منهما يقدم على فعل أي شيء من شأنه أن يقوض الثقة في المفاوضات غير المباشرة التي إنطلقت الأحد بينهما برعاية أميركية. (الجزيرة) - وزير العدل الأمريكي إريك هولدر يعلن أن حركة طالبان باكستان تقف وراء الهجوم الفاشل على ساحة تايمز سكوير في مدينة نيويورك قبل عدة أيام. (بي بي سي) |     |       |      |      |
| 9 مايو 2010 (الأحد) | عدل | تاريخ | راقب | تصفح |

| 9 مايو 2010 (الأحد) | عدل | تاريخ | راقب | تصفح |

| \| 10 مايو 2010 (الإثنين) \| عدل \| تاريخ \| راقب \| تصفح \| |     |       |      |      |
| - سلسلة من الهجمات المنسقة بالأسلحة والقنابل والسيارات المفخخة في العراق على نقاط تتفيش ومسجد ومصنع، وأدى ذلك إلى مقتل 70 شخصًا على الأقل وإصابة نحو 300 آخرين. (بي بي سي) - رئيس الوزراء البريطاني جوردون براون يعلن بدء المحادثات بين حزب العمال وحزب الديمقراطيون الليبراليون، كما أعن عن نيته التنحي عن زعامة حزب العمال بعد تشكيل حكومة مستقرة وأنه سيطلب من حزبه البدء بافساح المجال للتنافس على الموقع القيادي أمام وجوه جديدة. (بي بي سي) - زعيم المعارضة التركية رئيس حزب الشعب الجمهوري دنيز بايقال (في الصورة) يستقيل من رئاسة الحزب إثر فضيحة جنسية ويقول أنه ضحية مؤامرة، ويتهم حزب العدالة والتنمية الحاكم بأنه على علم بها. (العربية) - رئيس اللجنة العليا للانتخابات في مصر يحذر من رفع أي شعارات في الحملة الانتخابية لانتخابات مجلس الشورى تميز بين المواطنين على أساس الجنس أو العرق أو الدين، وجماعة الإخوان المسلمين تعلن أنها متمسكة بشعارها "الإسلام هو الحل". (رويترز) |     |       |      |      |
| 10 مايو 2010 (الإثنين) | عدل | تاريخ | راقب | تصفح |

| 10 مايو 2010 (الإثنين) | عدل | تاريخ | راقب | تصفح |

| \| 11 مايو 2010 (الثلاثاء) \| عدل \| تاريخ \| راقب \| تصفح \| |     |       |      |      |
| - رئيس الوزراء البريطاني جوردون براون يستقيل من منصبة، والملكة إليزابيث الثانية تعين زعيم حزب المحافظين ديفيد كاميرون (في الصورة) رئيسًا للوزراء وذلك بعد اتفاقه مع حزب الديمقراطيون الليبراليون على تشكيل ائتلاف حاكم يتمتع بأغلبية برلمانية. (بي بي سي) - مجلس النواب المصري بوافق بأغلبية كبيرة على قرار الرئيس محمد حسني مبارك بتمديد حالة الطوارئ في مصر لمدة عامين آخرين، مع ضرورة اقتصار تطبيقه على جرائم الإرهاب والمخدرات. (بي بي سي) - السودان يطلب من الإنتربول توقيف زعيم حركة العدل والمساواة خليل إبراهيم المتواجد حاليًا في مصر، والحركة تتهم الحكومة السودانية بعدم جديتها في التوصل إلى سلام في إقليم دارفور وتطالب بتسليم الرئيس عمر البشير إلى المحكمة الجنائية الدولية. (الجزيرة) |     |       |      |      |
| 11 مايو 2010 (الثلاثاء) | عدل | تاريخ | راقب | تصفح |

| 11 مايو 2010 (الثلاثاء) | عدل | تاريخ | راقب | تصفح |

| \| 12 مايو 2010 (الأربعاء) \| عدل \| تاريخ \| راقب \| تصفح \| |     |       |      |      |
| - تحطم طائرة إيرباص إيه 330 جديدة تابعة للخطوط الأفريقية الليبية في طرابلس آتية من جوهانسبورغ أدى إلى مقتل 103 شخص لم ينج منه إلا طفل هولندي في الثامنة من عمره. (العربية) - رئيس الوزراء البريطاني ديفيد كاميرون يقول في مؤتمر صحفي مشترك مع نائبه في رئاسة الحكومة زعيم حزب الديمقراطيون الليبراليون نيك كليغ (في الصورة) إنه يعد بتدشين عصر جديد في السياسة البريطانية تحظى فيه المصالح الوطنية بأهمية أكبر من مصالح الأحزاب، ويصف الائتلاف الحكومي بالتاريخي الذي سيحدث زلزالًا في السياسة البريطانية. (بي بي سي) - الرئيس الأمريكي باراك أوباما يقول بعد لقائه الرئيس الأفغاني حامد قرضاي إن القوات الأمريكية ستبدأ الانسحاب من أفغانستان كما هو مقرر في يوليو 2011، ولكنه توقع قتالًا عنيفًا في الشهور المقبلة. (رويترز) - مجلس الأمة الكويتي يعطي موافقته النهائية على مشروع قانون الخصخصة الذي يسمح ببيع شركات مملوكة للدولة، ويستثني القانون قطاعات انتاج النفط والغاز الطبيعي ومصافي النفط والرعاية الصحية والتعليم، ويسمح للحكومة بإمتلاك حصة لا تزيد على 20 في المئة في الشركات التي تجري خصخصتها. (رويترز) |     |       |      |      |
| 12 مايو 2010 (الأربعاء) | عدل | تاريخ | راقب | تصفح |

| 12 مايو 2010 (الأربعاء) | عدل | تاريخ | راقب | تصفح |

| \| 14 مايو 2010 (الجمعة) \| عدل \| تاريخ \| راقب \| تصفح \| |     |       |      |      |
| - المفوضية المستقلة للانتخابات في العراق تعلن أن عملية إعادة الفرز اليدوية للأصوات في بغداد انتهت من دون ظهور أي مؤشرات على حصول تزوير. (العربية) - إثيوبيا وأوغندا ورواندا وتنزانيا يوقعون بالأحرف الأولى على اتفاقية إطارية لتقاسم مياه نهر النيل بعد مفاوضات منذ ما يقارب العشر سنوات، وقد أصدرت كينيا بيان تأييد للاتفاقية دون التوقيع عليها، في حين لم يحضر مندوبو الكونغو الديمقراطية وبوروندي، بينما ترفض مصر والسودان هذه الاتفاقية. (بي بي سي) - رئيس الوزراء التركي رجب طيب أردوغان (في الصورة) يصل إلى اليونان برفقة وفد كبير من الوزراء ورجال الأعمال في زيارة تشير إلى بدء عهد جديد بين البلدين. (بي بي سي) |     |       |      |      |
| 14 مايو 2010 (الجمعة) | عدل | تاريخ | راقب | تصفح |

| 14 مايو 2010 (الجمعة) | عدل | تاريخ | راقب | تصفح |

| \| 16 مايو 2010 (الأحد) \| عدل \| تاريخ \| راقب \| تصفح \| |     |       |      |      |
| - الرئيسان الإيراني محمود أحمدي نجاد والبرازيلي لويس إيناسيو لولا دا سيلفا يجريان محادثات في طهران حول الملف النووي الإيراني، وقد قللت إيران من شأن اعتقاد الغرب بأن هذه المحادثات تمثل الفرصة الأخيرة أمامها لتهدئة التوتر المتزايد بشأن برنامجها النووي. (رويترز) - السلطات السودانية تعتقل زعيم حزب المؤتمر الشعبي حسن الترابي (في الصورة)، وتغلق صحيفة حزبه. (رويترز) |     |       |      |      |
| 16 مايو 2010 (الأحد) | عدل | تاريخ | راقب | تصفح |

| 16 مايو 2010 (الأحد) | عدل | تاريخ | راقب | تصفح |

| \| 17 مايو 2010 (الإثنين) \| عدل \| تاريخ \| راقب \| تصفح \| |     |       |      |      |
| - إيران تتفق مع البرازيل وتركيا على إرسال بعض مخزوناتها من اليورانيوم منخفض التخصيب إلى الخارج في تحول مفاجيء عن موقفها الرافض لمثل هذه الصفقة. (رويترز) - الرئيس الصومالي شريف شيخ أحمد (في الصورة) يقرر تشكيل حكومة جديدة تخلف حكومة عمر شارماركي وذلك بعد أن صوت البرلمان لصالح إقالتها. (بي بي سي) |     |       |      |      |
| 17 مايو 2010 (الإثنين) | عدل | تاريخ | راقب | تصفح |

| 17 مايو 2010 (الإثنين) | عدل | تاريخ | راقب | تصفح |

| \| 18 مايو 2010 (الثلاثاء) \| عدل \| تاريخ \| راقب \| تصفح \| |     |       |      |      |
| - رئيس الوزراء التركي رجب طيب أردوغان يقول إن إيران ستكون وحدها إذا لم تفِ بشروط اتفاق مبادلة الوقود النووي بتسليم اليورانيوم لتركيا في غضون شهر، بينما أعلنت وزيرة الخارجية الأمريكية هيلاري كلينتون (في الصورة) أن الولايات المتحدة توصلت إلى اتفاق مع روسيا والصين حول مشروع قرار يفرض عقوبات على إيران بسبب برنامجها النووي. (العربية) - رئيس الوزراء الصومالي عمر شارماركي يرفض الاستقالة من منصبه على الرغم من إعلان الرئيس شريف شيخ أحمد عزمه تشكيل حكومة جديدة بعد أن صوت البرلمان لصالح حجب الثقة عن الحكومة. (الجزيرة) - مصر تؤكد أنها يمكنها أن تمنع إقامة سدود ومشروعات أخرى على نهر النيل في دول المنبع في تحد لاتفاق جديد بين بعض دول حوض النهر التي تسعى لتغيير الترتيبات التاريخية لاقتسام المياه والحصول على مزيد من المياه للزراعة والتنمية. (رويترز) |     |       |      |      |
| 18 مايو 2010 (الثلاثاء) | عدل | تاريخ | راقب | تصفح |

| 18 مايو 2010 (الثلاثاء) | عدل | تاريخ | راقب | تصفح |

| \| 19 مايو 2010 (الأربعاء) \| عدل \| تاريخ \| راقب \| تصفح \| |     |       |      |      |
| - إيران ترد على التهديد بتشديد العقوبات عليها في مجلس الأمن الدولي بإتهام القوى الكبرى بتجريد نفسها من المصداقية عبر المضي في هذا النهج رغم العرض الإيراني بمبادلة الوقود النووي في تركيا. (العربية) - حركة العدل والمساواة تقول إن السلطات التشادية رفضت دخول زعيمها خليل إبراهيم إلى إقليم دارفور غرب السودان من أراضيها. (بي بي سي) - كينيا تنضم إلى الدول الأفريقية الموقعة على اتفاق تقاسم مياه نهر النيل الذي ترفضه مصر والسودان بشدة. (بي بي سي) - الحكومة الفرنسية تتبنى رسميًا مشروع قانون يحظر ارتداء النقاب والبرقع في فرنسا بعد عشرة أشهر من نقاشات برلمانية وحكومية، وتقرر تقديم مشروع من سبع نقاط يستأصل النقاب والبرقع كليًا من الحيز العام من دون تفريق بين المرافق الحكومية والإدارات أو الشارع. (بي بي سي) |     |       |      |      |
| 19 مايو 2010 (الأربعاء) | عدل | تاريخ | راقب | تصفح |

| 19 مايو 2010 (الأربعاء) | عدل | تاريخ | راقب | تصفح |

| \| 20 مايو 2010 (الخميس) \| عدل \| تاريخ \| راقب \| تصفح \| |     |       |      |      |
| - الرئيس الصومالي شريف شيخ أحمد يتراجع عن القرار الذي اتخذه في بداية الأسبوع بتنحية رئيس وزرائه عمر شارماركي عن منصبه، ويقول بأن قراره الأصلي لم يكن قانونيًا. (بي بي سي) - القوات الجوية التركية تقصف أهدافًا للمتمردين الأكراد في شمال العراق فيما وصف بأنه أكبر عملية من نوعها في عام ونصف العام. (رويترز) - إرسال الصندوقين الأسودين للطائرة الليبية المنكوبة إلى فرنسا لمحاولة التعرف على أسباب تحطم الطائرة. (رويترز) |     |       |      |      |
| 20 مايو 2010 (الخميس) | عدل | تاريخ | راقب | تصفح |

| 20 مايو 2010 (الخميس) | عدل | تاريخ | راقب | تصفح |

| \| 21 مايو 2010 (الجمعة) \| عدل \| تاريخ \| راقب \| تصفح \| |     |       |      |      |
| - القوات الجوية الإسرائيلية تشن غارات عدة على قطاع غزة دون أن تسفر عن وقوع إصابات وذلك وفقًا لشهود عيان فلسطينين ومصادر أمنية. (العربية) - الرئيس اليمني علي عبد الله صالح (في الصورة) يعلن عفوًا عامًا عن المعتقلين على ذمة التمرد الحوثي في صعدة شمال اليمن، وكذلك المحتجزين الخارجين عن القانون في بعض مديريات لحج وأبين والضالع. (العربية) - الشرطة العراقية تعلن عن مقتل 23 شخص على الأقل وإصابة 55 آخرو في إنفجار سيارة ملغومة في سوق بمحافظة ديالى. (رويترز) - زعيم الحركة الشعبية لتحرير السودان سيلفا كير يؤدي اليمين الدستورية رئيسًا لحكومة الجنوب، يعتبر أن السودان الآن على محك يهدّد وحدته، ومنظمة هيومن رايتس ووتش تدعو إلى مقاطعة حفل تنصيب الرئيس السوداني عمر البشير. (الجزيرة) - علماء أمريكيون يرون أن كمية النفط المتسرب من بئر منفجرة في خليج المكسيك تزيد كثيرًا عن تقديرات شركة بي بي التي أثارت تقديراتها لحجم التسرب شكوكًا دفعت الإدارة الأمريكية إلى أن تطلب منها نشر كل ما جمعته من بيانات أو معلومات. (الجزيرة) |     |       |      |      |
| 21 مايو 2010 (الجمعة) | عدل | تاريخ | راقب | تصفح |

| 21 مايو 2010 (الجمعة) | عدل | تاريخ | راقب | تصفح |

| \| 22 مايو 2010 (السبت) \| عدل \| تاريخ \| راقب \| تصفح \| |     |       |      |      |
| - رئيس البرلمان الإيراني علي لاريجاني (في الصورة) يقول أن بلاده قد تعدل عن الاتفاق الذي أبرمته مع البرازيل وتركيا بشأن تبادل اليورانيوم إذا لم توافق عليه الدول الكبرى كما هو. (العربية) - تحطم طائرة ركاب هندية قادمة من دبي أثناء محاولتها الهبوط في مطار منغالور في جنوبي الهند يؤدي إلى قتل 158 شخصًا، ولم ينج من الحادث إلا ثمانية أشخاص. (الجزيرة) - رئيس وزراء كينيا رايلا أودينجا يصل إلى مصر لإجراء مباحثات حول الخلاف المتنامي حول حصص المياه في نهر النيل بين دول حوض النيل. (بي بي سي) - إنترناسيونالي ميلانو يفوز بدوري أبطال أوروبا لكرة القدم بعد تغلبه على بايرن ميونخ بهدفين للا شيء. (رويترز) |     |       |      |      |
| 22 مايو 2010 (السبت) | عدل | تاريخ | راقب | تصفح |

| 22 مايو 2010 (السبت) | عدل | تاريخ | راقب | تصفح |

| \| 23 مايو 2010 (الأحد) \| عدل \| تاريخ \| راقب \| تصفح \| |     |       |      |      |
| - زعيم القائمة العراقية إياد علاوي (في الصورة) يقول بعد لقائه المرجع الديني علي السيستاني بأن موقف الأخير تجاه الكتل الفائزة بالانتخابات التشريعية يعتبر مكسبًا للقائمة العراقية واعترافًا بحقها في تشكيل الحكومة الجديدة. (العربية) - إسرائيل تجري مناورة عسكرية ضخمة تستمر خمسة أيام تحسبًا لهجوم بآلاف الصواريخ من قبل سوريا ولبنان وقطاع غزة وإيران وذلك حسب ما صرح به مسؤولون إسرائيليون. (العربية) |     |       |      |      |
| 23 مايو 2010 (الأحد) | عدل | تاريخ | راقب | تصفح |

| 23 مايو 2010 (الأحد) | عدل | تاريخ | راقب | تصفح |

| \| 24 مايو 2010 (الإثنين) \| عدل \| تاريخ \| راقب \| تصفح \| |     |       |      |      |
| - إيران تسلم الوكالة الدولية للطاقة الذرية رسالة من رئيس هيئة الطاقة الذرية الإيرانية علي أكبر صالحي تتضمن فحوى الاتفاق الذي توصلت إليه بلاده مع كل من تركيا والبرازيل قبل أسبوع لمبادلة كمية من اليورانيوم الإيراني المنخفض التخصيب بالوقود النووي اللازم لتشغيل مفاعل إيراني مخصص للأغراض المدنية. (بي بي سي) - حزب رئيس الوزراء الإثيوبي ملس زيناوي (في الصورة) يفوز بالانتخابات وفق نتائج مؤقتة صادرة عن مفوضية الانتخابات، ويتيح هذا الفوز لرئيس الوزراء الاستمرار في ممارسة السلطة لمدة ستصل إلى 25 عامًا تقريبًا. (بي بي سي) |     |       |      |      |
| 24 مايو 2010 (الإثنين) | عدل | تاريخ | راقب | تصفح |

| 24 مايو 2010 (الإثنين) | عدل | تاريخ | راقب | تصفح |

| \| 25 مايو 2010 (الثلاثاء) \| عدل \| تاريخ \| راقب \| تصفح \| |     |       |      |      |
| - كوريا الشمالية تعلن عن قطع جميع الاتصالات والعلاقات مع كوريا الجنوبية وطرد الكوريين الجنوبيين الذين يعملون في المشاريع المشتركة بين البلدين، وتعلن إنها لن ترجع عن قرارها ما دام الرئيس الكوري الجنوبي إي ميونغ باك في سدة الحكم. (بي بي سي) - ملكة المملكة المتحدة إليزابيث الثانية (في الصورة) تعلن في خطابها بافتتاح الدورة التشريعية الجديدة لمجلس العموم عن برنامج عمل الحكومة البريطانية الجديدة. (بي بي سي) - أمير قطر الشيخ حمد بن خليفة آل ثاني يصدر عفوًا عن عدد غير محدد من المحكومين السعوديين في قضية محاولة انقلاب فاشلة جرت في عام 1996. (الجزيرة) |     |       |      |      |
| 25 مايو 2010 (الثلاثاء) | عدل | تاريخ | راقب | تصفح |

| 25 مايو 2010 (الثلاثاء) | عدل | تاريخ | راقب | تصفح |

| \| 26 مايو 2010 (الأربعاء) \| عدل \| تاريخ \| راقب \| تصفح \| |     |       |      |      |
| - الرئيس الإيراني محمود أحمدي نجاد (في الصورة) يدعو الولايات المتحدة إلى قبول عرض مبادلة اليورانيوم الإيراني بالوقود النووي الذي قدمته بلاده إلى الوكالة الدولية للطاقة الذرية الاثنين، ويصف العرض بأنه يمثل فرصة تاريخية لتحسين العلاقات بين البلدين. (بي بي سي) - وزيرة الخارجية الأمريكية هيلاري كلينتون تدعو كوريا الشمالية إلى وقف استفزازاتها وسياسة التهديد والنزعة الحربية تجاه جيرانها، وتعتبر أن العالم يجب أن يرد على غرق البارجة الكورية الجنوبية الذي خلص تحقيق دولي إلى مسؤولية جارتها الشمالية عنه. (بي بي سي) |     |       |      |      |
| 26 مايو 2010 (الأربعاء) | عدل | تاريخ | راقب | تصفح |

| 26 مايو 2010 (الأربعاء) | عدل | تاريخ | راقب | تصفح |

| \| 27 مايو 2010 (الخميس) \| عدل \| تاريخ \| راقب \| تصفح \| |     |       |      |      |
| - الرئيس السوداني عمر البشير (في الصورة) يجدد بعد أدائه اليمين الدستورية إلتزامه بتحقيق الاستفتاء في جنوب السودان في موعده، ويدعو إلى ترسيخ أسس الحكم الفيدرالي في السودان بوصفه الصيغة الأمثل لحكم البلاد. (بي بي سي) - الرئيس الأمريكي باراك أوباما يكشف عن استراتيجيته للأمن القومي، ومن بنودها السعي إلى عزل إيران وكوريا الشمالية بوسائل عدة إذا إستمرتا في تجاهل الإلتزامات الدولية حيال برنامجيهما النوويين. (بي بي سي) |     |       |      |      |
| 27 مايو 2010 (الخميس) | عدل | تاريخ | راقب | تصفح |

| 27 مايو 2010 (الخميس) | عدل | تاريخ | راقب | تصفح |

| \| 29 مايو 2010 (السبت) \| عدل \| تاريخ \| راقب \| تصفح \| |     |       |      |      |
| - أسطول الحرية يبحر إلى قطاع غزة وهو محمل بعشرة آلاف طن من التجهيزات والمساعدات والمئات من الناشطين الساعين لكسر الحصار الإسرائيلي المفروض على القطاع، ورئيس الحكومة الفلسطينية المقالة إسماعيل هنية يطالب المجتمع الدولي بمساندة السفن المتجهة إلى القطاع وحمايتها. (بي بي سي) - إسرائيل ترفض بيان موقعي معاهدة الحد من انتشار الأسلحة النووية الذي دعاها إلى التوقيع على المعاهدة واخضاع منشآتها النووية لتفتيش الأمم المتحدة بوصفه معيبًا وزائفًا، وذلك بعد أن دعتها الدول الموقعة على المعاهدة في بيان خصها بالذكر لحضور مؤتمر في عام 2012 لبحث حظر أسلحة الدمار الشامل في الشرق الأوسط، وقالت الحكومة الإسرائيلية إنه بوصفها دولة غير موقعة على المعاهدة فإنها غير ملزمة بقرارات هذا المؤتمر الذي ليس له أي سلطة عليها. (رويترز) |     |       |      |      |
| 29 مايو 2010 (السبت) | عدل | تاريخ | راقب | تصفح |

| 29 مايو 2010 (السبت) | عدل | تاريخ | راقب | تصفح |

| \| 30 مايو 2010 (الأحد) \| عدل \| تاريخ \| راقب \| تصفح \| |     |       |      |      |
| - المرشد العام لجماعة الإخوان المسلمين محمد بديع يعلن أن الجماعة ستخوض انتخابات مجلس الشورى بخمسة عشر مرشحًا يتوزعون على عشر من محافظات الجمهورية، ويقول أن الممارسات الأمنية ضد مرشحي الجماعة في الانتخابات تعدت كافة الخطوط الحمراء. (بي بي سي) - تقرير للجنة الليبية المكلفة في التحقيق بأسباب سقوط الطائرة الليبية يقول أنه لم يجد حتى الان أي دليل يشير إلى وجود عطل ميكانيكي تسبب بتحطم الطائرة التابعة للخطوط الجوية الأفريقية. (بي بي سي) - السفير العراقي الجديد في الكويت محمد حسين بحر العلوم يصل إلى الكويت ليتولى رسميًا مهام منصبه كأول سفير للعراق فيها منذ الغزو العراقي لها عام 1990. (بي بي سي) - شركة بريتيش بيترليوم تعلن عن فشل محاولتها الأخيرة لوقف التسرب من بئر للنفط في أعماق خليج المكسيك. (بي بي سي) |     |       |      |      |
| 30 مايو 2010 (الأحد) | عدل | تاريخ | راقب | تصفح |

| 30 مايو 2010 (الأحد) | عدل | تاريخ | راقب | تصفح |

| \| 31 مايو 2010 (الإثنين) \| عدل \| تاريخ \| راقب \| تصفح \| |     |       |      |      |
| - سلاح البحرية الإسرائيلي يهاجم سفن أسطول الحرية المتوجهة إلى قطاع غزة بقوات كوماندوز وباستخدام الرصاص الحي والغاز، وأدى الهجوم إلى مقتل 19 شخصًا على الأقل وإصابة 26 آخرين كانوا على متن سفن الأسطول. (الجزيرة) - مجلس الأمن الدولي يعقد جلسة طارئة لمناقشة مهاجمة إسرائيل لأسطول الحرية بناء على طلب تركيا ولبنان. (العربية) - مقتل ستة جنود أتراك وجرح سبعة آخرين في هجوم صاروخي نفذه مقاتلو حزب العمال الكردستاني على قاعدة الإسكندرونة البحرية. (رويترز) - الرئيس الألماني هورست كولر (في الصورة) يستقيل من منصبه وذلك بعد الإدانة الواسعة التي تعرض لها بسبب تصريحات أطلقها حول الدور الاقتصادي والمالي لتدخل بلاده العسكري في أفغانستان.-(سي إن إن) |     |       |      |      |
| 31 مايو 2010 (الإثنين) | عدل | تاريخ | راقب | تصفح |

| 31 مايو 2010 (الإثنين) | عدل | تاريخ | راقب | تصفح |